# The Paths of King Nikola
The Paths of King Nikola (en français : Les sentiers du Roi Nikola) est une course cycliste par étapes disputée au Monténégro. Créé en 2002, elle fait partie de l'UCI Europe Tour depuis 2005, en catégorie 2.2.

## Palmarès
| Année | Vainqueur       | Deuxième            | Troisième         |
| ----- | --------------- | ------------------- | ----------------- |
| 2002  | Ivan Denobile   | Miroslav Keliar     | Martin Cotar      |
| 2003  | Radoslav Rogina | Mitja Mahorič       | Valery Kobzarenko |
| 2004  | Massimo Demarin | Tomislav Dančulović | Sebastian Skiba   |
| 2005  | Mitja Mahorič   | Hrvoje Miholjević   | Valter Bonča      |
| 2006  | Radoslav Rogina | Vladimir Koev       | Mitja Mahorič     |
| 2007  | Mitja Mahorič   | Vlado Kerkez        | Oleksandr Kvachuk |
| 2008  | Mitja Mahorič   | Kristjan Fajt       | Pavel Shumanov    |
| 2009  | Radoslav Rogina | Peter Sagan         | Sergey Kolesnikov |
| 2010  | Vladimir Koev   | Róbert Nagy         | Nazar Jumabekov   |
| 2011  | non disputé     |                     |                   |